# Пенчкув
Пенчкув (пол. Pęczków, нім. Panzkau) — село в Польщі, у гміні Шрода-Шльонська Сьредського повіту Нижньосілезького воєводства.
Населення — 73 особи (2011).
У 1975-1998 роках село належало до Вроцлавського воєводства.

## Демографія
Демографічна структура станом на 31 березня 2011 року:
|          | Загалом | Допрацездатний вік | Працездатний вік | Постпрацездатний вік |
| -------- | ------- | ------------------ | ---------------- | -------------------- |
| Чоловіки | 33      | 8                  | 22               | 3                    |
| Жінки    | 40      | 6                  | 26               | 8                    |
| Разом    | 73      | 14                 | 48               | 11                   |